# Еснайдер Реалес
Еснайдер Реалес (ісп. Esnaider Reales, 28 квітня 1996) — колумбійський плавець. Учасник Чемпіонату світу з плавання на короткій воді 2018, де в попередніх запливах на дистанції 50 метрів батерфляєм посів 39-те місце і не потрапив до півфіналу.